# Estreno nacional
En la industria cinematográfica estadounidense, un lanzamiento nacional (en inglés: Wide release) es una película que se exhibe a nivel nacional en dicho país. Esto contrasta con una película que se proyecta en algunos cines (generalmente en Nueva York y Los Ángeles), o tiene un estreno limitado en cines seleccionados en las ciudades más grandes de todo el país.
En los Estados Unidos, las películas que tienen una clasificación NC-17 casi nunca se han estrenado en lanzamientos nacionales. Showgirls (1995) es la única película con una calificación NC-17 que tuvo un lanzamiento nacional
La película de 1975, Breakout, fue la primera gran película de estudio que se estrenó en su primera semana, con Columbia Pictures distribuyendo 1300 copias en todo el país, combinadas con una gran campaña publicitaria nacional.

## Lecturas recomendadas
- Dade Hayes and Jonathan Bing, Open Wide: How Hollywood Box Office Became a National Obsession, Miramax Books, 2004. (ISBN 1401352006)

- Datos: Q4019680